# Arnau Martínez
Arnau Martínez (Premià de Dalt, 2003. április 25. –) spanyol korosztályos válogatott labdarúgó, a Girona hátvédje.

## Pályafutása

### Klubcsapatokban
Martínez a spanyolországi Premià de Daltban született. Az ifjúsági pályafutását a Premià Dalt, a Barcelona és a L’Hospitalet csapatában kezdte, majd 2018-ban a Girona akadémiájánál folytatta.
2020-ban mutatkozott be a Girona másodosztályban szereplő felnőtt csapatában. Először a 2021. március 28-ai, Albacete ellen 2–1-re megnyert mérkőzésen lépett pályára. Első gólját 2021. május 9-én, az Logroñés ellen idegenben 4–1-es győzelemmel zárult találkozón szerezte meg. A 2021–22-es szezonban feljutottak az első osztályba.

### A válogatottban
Martínez az U19-es és az U21-es korosztályú válogatottakban is képviselte Spanyolországot.
2022-ben debütált az U21-es válogatottban. Először a 2022. szeptember 22-ei, Románia ellen 4–1-re megnyert mérkőzésen lépett pályára.

## Statisztikák
2023. április 10. szerint
| Klub     | Szezon   | Osztály          | Bajnokság | Bajnokság | Kupa és Ligakupa | Kupa és Ligakupa | Nemzetközi | Nemzetközi | Összesen | Összesen |
| Klub     | Szezon   | Osztály          | Meccs     | Gól       | Meccs            | Gól              | Meccs      | Gól        | Meccs    | Gól      |
| -------- | -------- | ---------------- | --------- | --------- | ---------------- | ---------------- | ---------- | ---------- | -------- | -------- |
| Girona   | 2020–21  | Segunda División | 16        | 1         | 4                | 0                | —          | —          | 20       | 1        |
| Girona   | 2021–22  | Segunda División | 40        | 2         | 2                | 0                | —          | —          | 42       | 2        |
| Girona   | 2022–23  | La Liga          | 24        | 3         | 2                | 0                | —          | —          | 26       | 3        |
| Összesen | Összesen | Összesen         | 80        | 6         | 8                | 0                | 0          | 0          | 88       | 6        |

## Sikerei, díjai
Girona
- Segunda División
  - Feljutó (1): 2021–22